# Regina Kulikovová
Regina Alexandrovna Kulikovová (rus. Регина Александровна Куликова; * 30. ledna 1989, Alma-Ata, Kazašská SSR, Sovětský svaz) je současná ruská profesionální tenistka. Jejím nejvyšším umístěním na žebříčku WTA ve dvouhře bylo 67. místo (duben 2010) a ve čtyřhře 417. místo (září 2009). Na okruhu WTA dosud nevyhrála žádný turnaj.

## Finálové účasti na turnajích WTA (0)
Žádného finále na WTA se neúčastnila.

## Vítězství na okruhu ITF (13)

### Dvouhra (11)
| Č.  | Datum              | Turnaj      | Dotace   | Povrch  | Soupeřka ve finále          | Výsledek      |
| 1.  | 28. srpen, 2005    | Trecastagni | 10 000 $ | tvrdý   | Giulia Meruzziová           | 6-1, 4-6, 6-4 |
| 2.  | 16. červenec, 2006 | Imola       | 10 000 $ | koberec | Anais Laurendonová          | 6-4, 6-2      |
| 3.  | 13. srpen, 2006    | Jesi        | 10 000 $ | tvrdý   | Giulia Gatto-Monticoneová   | 6-3, 6-4      |
| 4.  | 6. květen, 2007    | Inčchon     | 25 000 $ | tvrdý   | Je-Ra Leeová                | 6-3, 2-6, 6-3 |
| 5.  | 20. květen, 2007   | Changwon    | 25 000 $ | tvrdý   | Čchin-wei Čchanová          | 6-3, 4-6, 6-2 |
| 6.  | 1. červenec, 2007  | Noto        | 25 000 $ | koberec | Čang Šuaj                   | 7-5, 6-1      |
| 7.  | 24. únor, 2008     | Clearwater  | 25 000 $ | tvrdý   | Jevgenia Savranská          | 6-4, 6-4      |
| 8.  | 28. září, 2008     | Granada     | 25 000 $ | tvrdý   | Estrella Cabezová-Candelová | 6-3, 6-4      |
| 9.  | 4. říjen, 2009     | Las Vegas   | 50 000 $ | tvrdý   | Anikó Kaprosová             | 6-2, 6-2      |
| 10. | 18. říjen, 2009    | Kansas City | 50 000 $ | tvrdý   | Valérie Tétreaultová        | 6-4, 6-1      |
| 11. | 19. prosinec, 2009 | Dubaj       | 75 000 $ | tvrdý   | Sandra Záhlavová            | 7-6(6), 6-3   |

### Čtyřhra (2)
| Č. | Datum           | Turnaj   | Dotace   | Povrch | Partnerka          | Soupeřky ve finále                                   | Výsledek       |
| 1. | 13. září, 2008  | Ciampino | 10 000 $ | antuka | Claudia Giovineová | Stefania Chieppová Lisa Sabinová                     | 6-4, 4-6, 10-7 |
| 2. | 6. červen, 2009 | Galatina | 25 000 $ | antuka | Jelena Bovinová    | Beatriz Garcíová Vidaganyová María Emilia Salerniová | 6-2, 6-1       |

## Postavení na žebříčku WTA na konci sezóny

### Dvouhra
| Rok    | 2005 | 2006   | 2007   | 2008   | 2009   |
| Pořadí | 712. | ▲ 398. | ▲ 170. | ▲ 161. | ▲ 128. |

### Čtyřhra
| Rok    | 2009 |
| Pořadí | 471. |